# Roeselia inga
Roeselia inga är en fjärilsart som beskrevs av William Schaus 1922. Roeselia inga ingår i släktet Roeselia och familjen trågspinnare. Inga underarter finns listade.